# Altinho
Altinho là một đô thị thuộc bang Pernambuco, Brasil. Đô thị này có diện tích 452,66 km², dân số năm 2007 là 21790 người, mật độ 48,14 người/km².